# 3783 Морріс
3783 Морріс (3783 Morris) — астероїд головного поясу, відкритий 7 жовтня 1986 року.
Тіссеранів параметр щодо Юпітера — 3,585.